# Traição ocidental

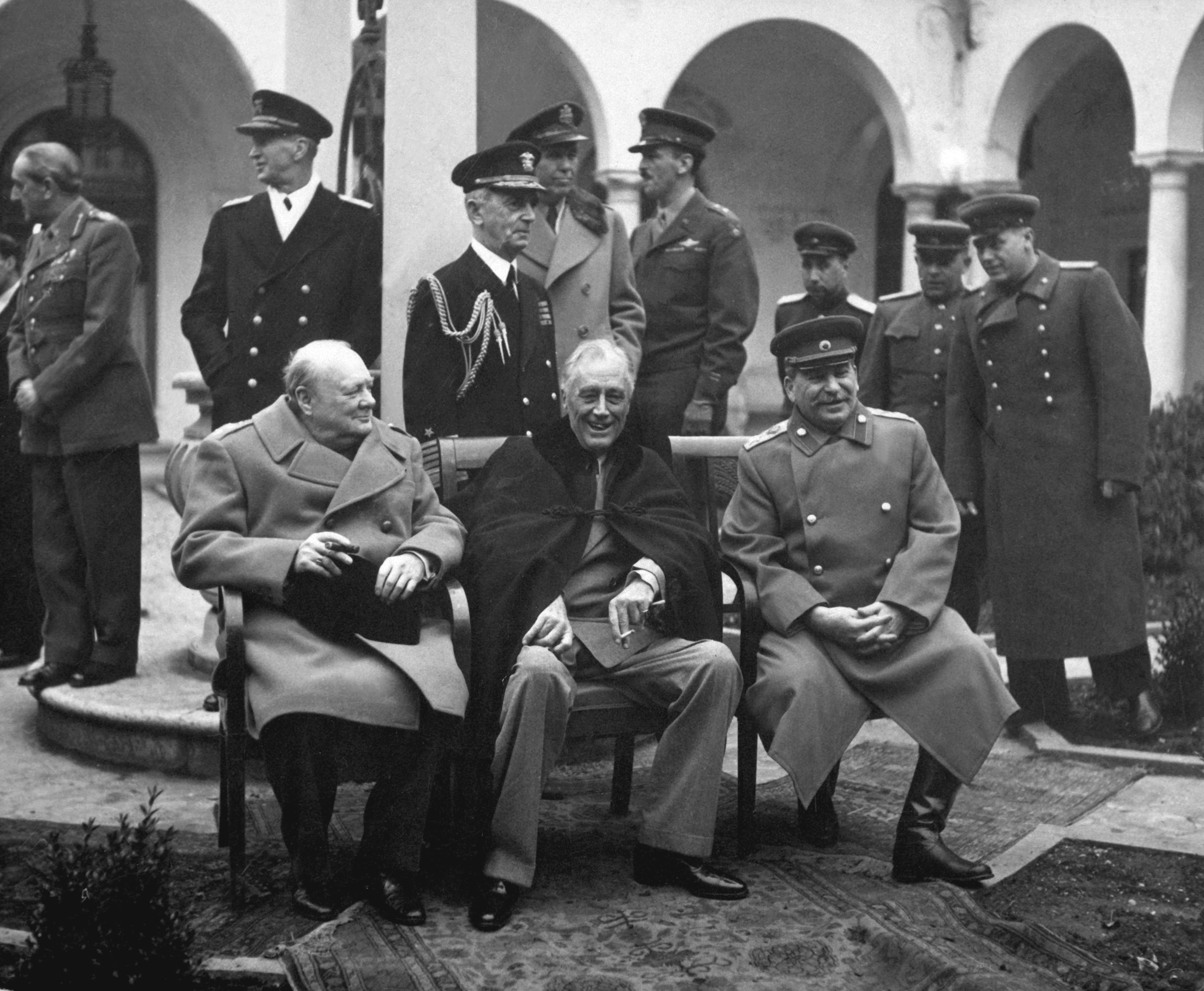
Os "Três Grandes" na Conferência de Ialta: Winston Churchill (Reino Unido), Franklin D. Roosevelt (EUA) e Josef Stalin (URSS)

A traição ocidental é a visão de que o Reino Unido, França e, por vezes, os Estados Unidos não conseguiram cumprir as suas obrigações legais, diplomáticas, militares e morais em relação aos estados checoslovacos e polacos durante o prelúdio e o rescaldo da Segunda Guerra Mundial. Às vezes, também se refere ao tratamento dispensado a outros estados da Europa Central e Oriental da época.
O termo refere-se a vários eventos, incluindo o tratamento dado à Tchecoslováquia durante o Acordo de Munique e a resultante ocupação pela Alemanha, bem como o fracasso da França e do Reino Unido em ajudar a Polônia quando o país foi invadido pela Alemanha e pela União Soviética em 1939. O mesmo conceito também se refere às concessões feitas pelos Estados Unidos e pelo Reino Unido à União Soviética durante as conferências de Teerã, Ialta e Potsdam e à sua postura passiva durante a Revolta de Varsóvia contra a ocupação nazista, e aos eventos do pós-guerra, que alocaram a região para a esfera de influência soviética e criou o Bloco Oriental comunista.
Historicamente, tais pontos de vista estiveram interligados com alguns dos acontecimentos geopolíticos mais significativos do século XX, incluindo a ascensão e o empoderamento da Alemanha nazi, a ascensão da União Soviética como uma superpotência dominante com controlo de grandes partes da Europa, e vários tratados, alianças e posições tomadas durante e após a Segunda Guerra Mundial e continuando na Guerra Fria.

## Percepção de traição
"Noções de traição ocidental" é uma referência a "um sentido de responsabilidade histórica e moral" pelo "abandono da Europa Central e Oriental pelo Ocidente no final da Segunda Guerra Mundial", segundo os professores Charlotte Bretherton e John Vogler. Na Europa Central e Oriental, a interpretação dos resultados da Crise de Munique de 1938 e da Conferência de Ialta de 1945 como uma traição à Europa Central e Oriental pelas potências ocidentais tem sido utilizada pelos líderes da Europa Central e Oriental para pressionar os países ocidentais a concordar com pedidos políticos mais recentes, como a adesão à OTAN.
Em alguns casos, alega-se duplicidade deliberada, através da qual se alega que acordos ou intenções secretas existiram em conflito com entendimentos dados publicamente. Um exemplo é a concordância secreta de Winston Churchill com a URSS de que a Carta do Atlântico não se aplicava aos Estados Bálticos. Dados os requisitos estratégicos para vencer a guerra, o primeiro-ministro britânico Churchill e o presidente dos EUA Franklin D. Roosevelt não tiveram outra opção senão aceitar as exigências do seu antigo aliado, o primeiro-ministro soviético Josef Stalin, nas conferências de Teerã, Ialta e Potsdam, argumenta aposentado. Diplomata americano Charles G. Stefan.
Houve também uma falta de apoio militar ou político aos rebeldes anticomunistas durante a revolta na República Democrática Alemã em 1953, durante a Revolução Húngara de 1956, e durante as reformas orientadas para a democracia na Checoslováquia em 1968 (a chamada "Primavera de Praga").
De acordo com Ilya Prizel, a "preocupação com o seu sentido histórico de 'eu danificado' alimentou o ressentimento" em relação ao Ocidente em geral e reforçou o conceito de traição ocidental em particular. Grigory Yavlinsky argumenta que os danos causados às psiques nacionais da Europa Central deixados pela “traição” ocidental em Ialta e Munique permaneceram um “evento psicológico” ou “questão psiquiátrica” durante os debates sobre a expansão da OTAN.

### Críticas ao conceito
Colin Powell afirmou não achar que "traição seja a palavra apropriada" em relação ao papel dos Aliados na Revolta de Varsóvia. Embora as queixas de "traição" sejam comuns na política em geral, a ideia de uma traição ocidental também pode ser vista como um bode expiatório político tanto na Europa Central como na Europa Oriental e uma frase eleitoral partidária entre os antigos Aliados Ocidentais. O historiador Athan Theoharis afirma que os mitos de traição foram utilizados em parte por aqueles que se opunham à adesão dos EUA às Nações Unidas. A palavra "Ialta" passou a representar o apaziguamento do comunismo mundial e o abandono da liberdade.

## Tchecoslováquia

### Conferência de Munique
O termo Traição do Ocidente (em tcheco/checo:  zrada Západu, em eslovaco:  zrada Západu) foi cunhado após a Conferência de Munique de 1938, quando a Tchecoslováquia foi forçada a ceder à Alemanha os Sudetos, predominantemente povoados por alemães. A região continha as fortificações fronteiriças da Checoslováquia e meios de defesa viáveis contra a invasão alemã. A Polónia tiraria Trans-Olza da Checoslováquia, enquanto a Primeira Arbitragem de Viena devolveu territórios à Hungria. No ano seguinte, pela proclamação do Estado Eslovaco, a Tchecoslováquia foi dissolvida, no dia seguinte o restante da Rutênia dos Cárpatos foi ocupada e anexada pela Hungria, enquanto no dia seguinte a Alemanha ocupou as terras tchecas restantes e proclamou o Protetorado da Boêmia e da Morávia.
Juntamente com a Itália e a Alemanha nazi, o tratado de Munique foi assinado pela Grã-Bretanha e pela França – aliada da Checoslováquia. A Checoslováquia era aliada por tratado com a França, pelo que seria obrigada a ajudar a Checoslováquia caso fosse atacada.
Os políticos checos juntaram-se aos jornais no uso regular do termo traição ocidental e este, juntamente com os sentimentos associados, tornou-se um estereótipo entre os checos. Os termos tchecos Mnichov (Munique), Mnichovská zrada (traição de Munique), Mnichovský diktát (Ditado de Munique), e zrada spojenců (traição dos aliados) foram cunhados na mesma época e têm o mesmo significado. O poeta František Halas publicou um poema com versos sobre o "toque do sino da traição".
O então membro do Parlamento por Epping, Winston Churchill disse: "A Grã-Bretanha e a França tiveram que escolher entre a guerra e a desonra. Eles escolheram a desonra. Eles terão a guerra".

### Revolta de Praga
Em 5 de maio de 1945, os cidadãos de Praga souberam da invasão americana da Checoslováquia pelo Terceiro Exército dos EUA e revoltaram-se contra a ocupação alemã. Em quatro dias de combates de rua, milhares de checos foram mortos. As condições táticas eram favoráveis para um avanço americano, e o General Patton, no comando do exército, solicitou permissão para continuar em direção ao leste até o rio Vltava, a fim de ajudar os guerrilheiros tchecos que lutavam em Praga. Isto foi negado pelo general Eisenhower, que não estava inclinado a aceitar baixas americanas ou a arriscar antagonizar a União Soviética. Como resultado, Praga foi libertada em 9 de maio pelo Exército Vermelho, aumentando significativamente a posição do Partido Comunista da Checoslováquia. Segundo um diplomata britânico, este foi o momento em que "a Tchecoslováquia estava definitivamente perdida para o Ocidente".

## Polônia

### Consequências da Primeira Guerra Mundial
No final da década de 1920 e início da década de 1930, um conjunto complexo de alianças foi estabelecido entre as nações da Europa, na esperança de prevenir futuras guerras (seja com a Alemanha ou com a União Soviética). Com a ascensão do nazismo na Alemanha, este sistema de alianças foi fortalecido pela assinatura de uma série de alianças de "assistência mútua" entre a França, a Grã-Bretanha e a Polónia (Aliança Franco-Polaca). Este acordo com a França estabelecia que em caso de guerra os outros aliados deveriam mobilizar-se totalmente e realizar uma "intervenção terrestre no prazo de duas semanas" em apoio ao aliado atacado. O Acordo Anglo-Polonês estabelecia que, em caso de hostilidades com uma potência europeia, a outra parte contratante daria "todo o apoio e assistência ao seu alcance".
De acordo com Krzysztof Źwikliński, além disso, representantes das potências ocidentais fizeram várias promessas militares à Polónia, incluindo projetos fantásticos como os feitos pelo general britânico William Edmund Ironside nas suas conversações de julho de 1939 com o marechal Rydz-Śmigły, que prometeu um ataque na direção do Mar Negro, ou colocar um porta-aviões britânico no Báltico. No entanto, a Aliança Anglo-Polaca não assumiu esse compromisso, e o compromisso britânico com a França foi para quatro divisões na Europa no prazo de 30 dias após a eclosão da guerra, que foi cumprida.

### Início da Segunda Guerra Mundial, 1939
Nas vésperas da Segunda Guerra Mundial, o governo polaco tentou comprar o máximo de armamento possível e pedia empréstimos de armas à Grã-Bretanha e à França. Como resultado disso, no verão de 1939, a Polônia fez pedidos de 160 caças franceses Morane-Saulnier MS406 e de 111 aviões britânicos (100 bombardeiros leves Fairey Battle, 10 Hurricanes e 1 Spitfire). Embora alguns destes aviões tenham sido enviados para a Polónia antes de 1 de Setembro de 1939, nenhum participou em combate. Os embarques foram interrompidos devido à eclosão da guerra. O montante total do empréstimo do governo britânico também foi muito menor do que o solicitado. A Grã-Bretanha concordou em emprestar 8 milhões de libras, mas a Polónia pedia 60 milhões.
Após a invasão da Polónia pela Alemanha nazi em Setembro de 1939, depois de dar um ultimato à Alemanha em 1 de Setembro, a Grã-Bretanha e a França declararam guerra à Alemanha em 3 de Setembro, e um bloqueio naval britânico à Alemanha foi iniciado. O General Gort foi nomeado comandante da Força Expedicionária Britânica (BEF), e colocado sob o comando do General francês Gamelin do Teatro de Operações do Nordeste, conforme acordado antes da guerra. Em 4 de setembro, foi realizado um ataque da RAF contra navios de guerra alemães no porto, e o BEF iniciou o seu envio para a França.
As forças alemãs chegaram a Varsóvia em 8 de setembro e, em 14 de setembro, o marechal Rydz-Śmigły ordenou que as forças polonesas se retirassem para a cabeça de ponte romena. Em 17 de setembro, a União Soviética invadiu a Polónia e o exército polaco no terreno foi efetivamente derrotado antes que as divisões do BEF pudessem chegar a França. As duas primeiras divisões do BEF, que tomaram o seu lugar na linha francesa e mudança de comando, em 3 de outubro, e mais duas divisões do BEF tomaram o seu lugar na linha francesa em 12 de outubro.
A França comprometeu-se a empreender uma ofensiva terrestre duas semanas após o início da guerra. Os franceses iniciaram a mobilização total e iniciaram a Ofensiva limitada do Sarre em 7 de setembro, enviando 40 divisões para a região. O ataque francês foi retardado por doutrinas desatualizadas, campos minados e os franceses não tinham detectores de minas. Quando os franceses alcançaram o alcance da artilharia da Linha Siegfried, descobriram que seus projéteis não conseguiam penetrar nas defesas alemãs. Os franceses decidiram reagrupar um ataque em 20 de Setembro, mas quando a Polónia foi invadida pela União Soviética em 17 de Setembro, qualquer novo ataque foi cancelado. Por volta de 13 de setembro, o enviado militar polonês à França, general Stanisław Burhardt-Bukacki, ao receber o texto da mensagem enviada por Gamelin, alertou o marechal Śmigły: "Recebi a mensagem do general Gamelin. Por favor, não acredite em uma única palavra em o despacho".
Foi decidido que nenhuma operação aérea importante contra a Alemanha ocorreria. Isto deveu-se às preocupações francesas sobre as represálias aos lançamentos da RAF a partir de aeródromos franceses, contra alvos na Alemanha, pelo que a maior parte da actividade dos bombardeiros britânicos sobre a Alemanha consistiu no lançamento de folhetos de propaganda e reconhecimento. Este tema continuaria nas reuniões subsequentes do Conselho Supremo de Guerra Anglo-Francês. Posteriormente, o líder militar francês Maurice Gamelin emitiu ordens proibindo os enviados militares poloneses, tenente Wojciech Fyda e general Stanisław Burhardt-Bukacki, de contatá-lo. Em seus diários do pós-guerra, o general Edmund Ironside, chefe do Estado-Maior Imperial, comentou as promessas francesas: "Os franceses mentiram para os poloneses ao dizer que iriam atacar. Não há ideia disso".
Em 17 de setembro de 1939, a União Soviética invadiu a Polônia, conforme previamente acordado com a Alemanha após a assinatura do Pacto Molotov-Ribbentrop. A Grã-Bretanha e a França não tomaram nenhuma ação significativa em resposta à invasão soviética. No entanto, os termos da aliança militar anglo-polaca aplicavam-se especificamente apenas à invasão da Alemanha.
A França e a Grã-Bretanha foram incapazes de lançar um ataque terrestre bem-sucedido à Alemanha em setembro de 1939, e a Polónia foi vencida tanto pelos alemães como pelos soviéticos em 6 de outubro, com as últimas unidades polacas a capitular naquele dia após a batalha de Kock. No entanto, mesmo no final de outubro, a Força Expedicionária Britânica ainda em formação totalizava apenas 4 divisões em comparação com as 25 divisões alemãs na Alemanha Ocidental, tornando improvável que uma invasão britânica da Alemanha tivesse sucesso.

### Teerã, 1943
Em novembro de 1943, os Três Grandes (URSS, EUA e Reino Unido) reuniram-se na Conferência de Teerã. O presidente Roosevelt e o primeiro-ministro Churchill concordaram oficialmente que as fronteiras orientais da Polónia seguiriam aproximadamente a Linha Curzon. O governo polaco no exílio não participou nesta decisão tomada em segredo. A perda resultante dos Kresy, ou "territórios orientais", aproximadamente 48% do território pré-guerra da Polónia, para a União Soviética foi vista pelos polacos londrinos no exílio como mais uma "traição" dos seus "aliados" ocidentais. No entanto, não era segredo para os Aliados que antes da sua morte em Julho de 1943, o General Władysław Sikorski, primeiro-ministro do governo polaco no exílio com sede em Londres, tinha sido o criador, e não Stalin, do conceito de uma mudança para oeste das fronteiras da Polónia ao longo uma linha Oder-Neisse como compensação pela renúncia aos territórios orientais da Polónia como parte de uma reaproximação polaca com a URSS. Józef Retinger, que era conselheiro político especial de Sikorski na época, também concordava com o conceito de Sikorski sobre as fronteiras realinhadas da Polônia no pós-guerra. Mais tarde, em suas memórias, Retinger escreveu: "Na Conferência de Teerã, em novembro de 1943, os Três Grandes concordaram que A Polónia deveria receber uma compensação territorial no Ocidente, às custas da Alemanha, pelas terras que iria perder para a Rússia na Europa Central e Oriental.
Churchill disse a Stalin que poderia resolver a questão com os polacos assim que uma decisão fosse tomada em Teerã, mas nunca consultou a liderança polaca. Quando o primeiro-ministro do governo polaco no exílio, Stanisław Mikołajczyk, participou na Conferência de Moscou (1944), estava convencido de que vinha discutir fronteiras que ainda eram disputadas, enquanto Stalin acreditava que tudo já tinha sido resolvido. Esta foi a principal razão do fracasso da missão do Primeiro-Ministro polaco a Moscou. O primeiro-ministro polonês supostamente implorou pela inclusão de Lwów e Wilno nas novas fronteiras polonesas, mas obteve a seguinte resposta de Vyacheslav Molotov : "Não adianta discutir isso; tudo foi resolvido em Teerã."

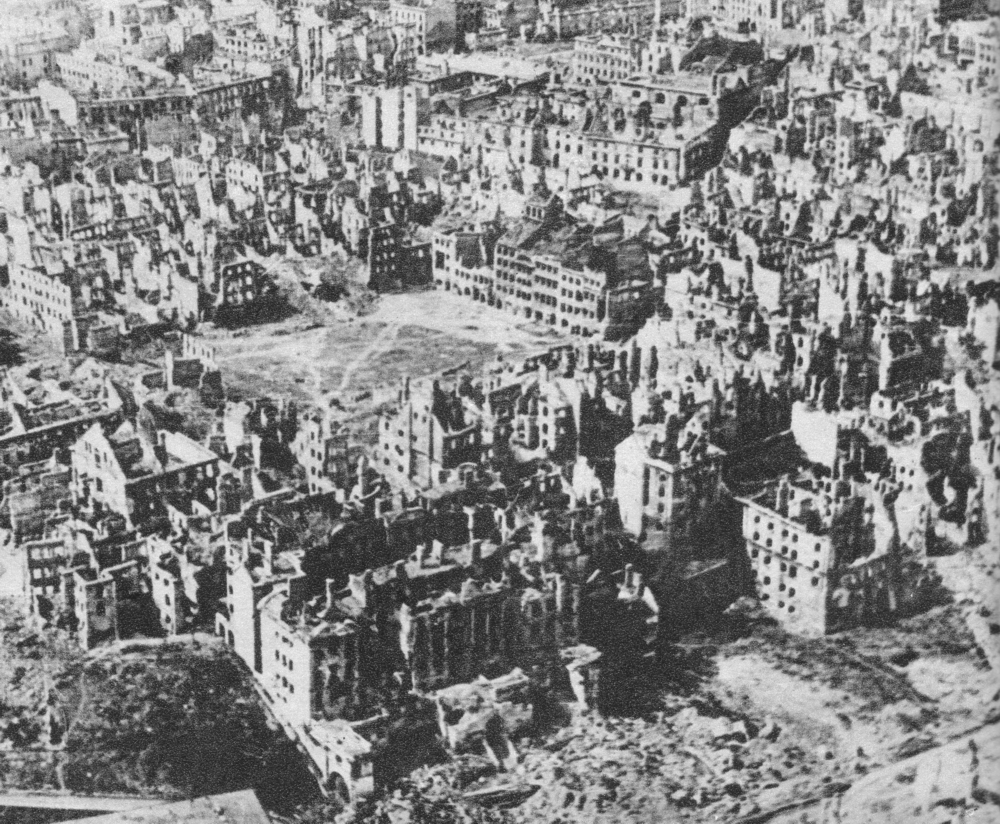
Durante a Segunda Guerra Mundial 85% dos edifícios de Varsóvia foram destruídos pelas tropas alemãs.

### Revolta de Varsóvia, 1944
Desde o estabelecimento do governo polaco no exílio em Paris e depois em Londres, os comandantes militares do exército polaco concentraram a maior parte dos seus esforços na preparação de uma futura revolta nacional contra a Alemanha. Finalmente, os planos para a Operação Tempestade foram preparados e, em 1 de agosto de 1944, teve início a Revolta de Varsóvia. A Revolta foi uma luta armada do Exército da Pátria Polonesa para libertar Varsóvia da ocupação alemã e do domínio nazista.
Apesar de aviões poloneses e, posteriormente, da Força Aérea Real (RAF) terem realizado missões sobre Varsóvia, entregando suprimentos a partir de 4 de agosto, os aviões da Força Aérea do Exército dos Estados Unidos (USAAF) não aderiram à operação. Os Aliados solicitaram especificamente o uso de aeródromos do Exército Vermelho perto de Varsóvia em 20 de agosto, mas foram recusados por Stalin em 22 de agosto (ele se referiu aos rebeldes como "um punhado de criminosos"). Após as objeções de Stalin ao apoio ao levante, Churchill telegrafou para Roosevelt em 25 de agosto e propôs o envio de aviões em desafio a Stalin e para "ver o que acontece". Roosevelt respondeu em 26 de agosto que "não considero vantajoso para a perspectiva de uma guerra geral de longo alcance que eu me junte a você na mensagem proposta ao tio Joe". O comandante do lançamento aéreo britânico, Marechal do ar Sir John Slessor, declarou mais tarde: "Como, após a queda de Varsóvia, qualquer estadista responsável poderia confiar no comunista russo mais do que poderia chutá-lo, passa pela compreensão dos homens comuns ."
Vários estudiosos argumentam que durante a Revolta de Varsóvia tanto os governos do Reino Unido como dos Estados Unidos pouco fizeram para ajudar a resistência polaca e que os Aliados exerceram pouca pressão sobre Stalin para ajudar a luta polaca pela liberdade.

### Ialta, 1945
A Conferência de Ialta (4-11 de Fevereiro de 1945) reconheceu a era de dominação soviética da Europa Central e Oriental, subsequente à ocupação soviética destas terras à medida que avançavam contra a Alemanha nazi. Esta dominação durou até ao fim do regime comunista na Europa Central e Oriental no final de 1989 e ao colapso da União Soviética em Dezembro de 1991 e deixou memórias amargas da traição ocidental e do domínio soviético na memória colectiva da região. Para muitos polaco-americanos, a Conferência de Ialta “constituiu uma traição” à Polónia e à Carta do Atlântico. “Depois da Segunda Guerra Mundial”, observou Strobe Talbott, “muitos países do (centro e) leste sofreram meio século sob a sombra de Ialta”. Os territórios que a União Soviética ocupou durante a Segunda Guerra Mundial em 1939 (com excepção da área de Białystok) foram permanentemente anexados, e a maioria dos seus habitantes polacos foram expulsos: hoje estes territórios fazem parte da Bielorrússia, Ucrânia e Lituânia . A base factual desta decisão foi o resultado de um referendo forjado em Novembro de 1939, no qual a "grande maioria" dos eleitores aceitou a incorporação destas terras no oeste da Bielorrússia e no oeste da Ucrânia. Em compensação, a Polónia recebeu o antigo território alemão (os chamados Territórios Recuperados): a metade sul da Prússia Oriental e toda a Pomerânia e Silésia, até à linha Oder-Neisse. A população alemã destes territórios foi expulsa em massa e estes territórios foram posteriormente repovoados com polacos, incluindo polacos expulsos das regiões de Kresy . Isto, juntamente com outras migrações semelhantes na Europa Central e Oriental, combinaram-se para formar uma das maiores migrações humanas dos tempos modernos. Stalin ordenou que os combatentes da resistência polonesa fossem encarcerados ou deportados para gulags na Sibéria.
Na época de Ialta, mais de 200.000 soldados das Forças Armadas Polacas no Ocidente serviam sob o alto comando do Exército Britânico. Muitos destes homens e mulheres eram originários da região de Kresy, no leste da Polónia, incluindo cidades como Lwów e Wilno. Eles foram deportados de Kresy para os gulags soviéticos quando Hitler e Stalin ocuparam a Polônia em 1939, de acordo com o Pacto Nazi-Soviético. Dois anos depois, quando Churchill e Stalin formaram uma aliança contra Hitler, os poloneses de Kresy foram libertados dos Gulags na Sibéria, formaram o Exército de Anders, e marcharam para o Irã para criar o II Corpo de exército (Polônia) sob o alto comando britânico. Estas tropas polacas contribuíram para a derrota aliada dos alemães no Norte de África e na Itália, e esperavam regressar a Kresy numa Polónia independente e democrática no final da guerra. Mas em Yalta, as fronteiras acordadas em Teerão em 1943 foram finalizadas, o que significa que Estaline manteria os ganhos soviéticos acordados por Hitler no Pacto Nazi-Soviético, incluindo Kresy, e realizaria transferências de população polaca. Estas transferências incluíram as terras que a Polónia ganhou em Teerão, no Ocidente, às custas da Alemanha. Consequentemente, em Yalta, foi acordado que dezenas de milhares de veteranos soldados polacos sob comando britânico deveriam perder as suas casas em Kresy para a União Soviética. Em reação, trinta oficiais e homens do II Corpo cometeram suicídio.
Churchill defendeu as suas ações num debate parlamentar de três dias, iniciado em 27 de fevereiro de 1945, que terminou com um voto de confiança. Durante o debate, muitos deputados criticaram abertamente Churchill e manifestaram veementemente a lealdade aos aliados polacos da Grã-Bretanha e expressaram profundas reservas em relação a Yalta. Além disso, 25 destes deputados arriscaram as suas carreiras para redigir uma alteração que protestava contra a aceitação tácita da Grã-Bretanha do domínio da Polónia pela União Soviética. Esses membros incluíam Arthur Greenwood, Visconde Dunglass, Comandante Archibald Southby, Lord Willoughby de Eresby e Victor Raikes. Após o fracasso da alteração, Henry Strauss, o Membro do Parlamento por Norwich, renunciou ao seu assento em protesto contra o tratamento britânico dispensado à Polónia.
Antes do fim da Segunda Guerra Mundial, os soviéticos instalaram um regime pró-soviético. Embora o presidente Roosevelt "insistisse em eleições livres e sem restrições" na Polónia, Vyacheslav Molotov conseguiu, em vez disso, realizar eleições justas segundo os "padrões soviéticos". Cerca de meio milhão de soldados polacos recusaram-se a regressar à Polónia, devido às repressões soviéticas de cidadãos polacos, ao Julgamento dos Dezesseis e a outras execuções de polacos pró-democracia, particularmente os chamados soldados amaldiçoados, ex-membros do Armia Krajowa. O resultado foi a Lei de Reassentamento Polonês de 1947, a primeira lei de imigração em massa da Grã-Bretanha.
Ialta foi usada pelos comunistas governantes para sublinhar os sentimentos antiocidentais. Foi fácil argumentar que a Polónia não era muito importante para o Ocidente, uma vez que os líderes Aliados sacrificaram as fronteiras polacas, o governo legal e as eleições livres pela paz futura entre os Aliados e a União Soviética. 
Por outro lado, alguns autores salientaram que Ialta permitiu que os comunistas polacos conquistassem os nacionalistas polacos, permitindo-lhes realizar o seu objectivo de anexar e reassentar terras anteriormente alemãs.
A República Federal da Alemanha (Alemanha Ocidental), formada em 1949, foi retratada pela propaganda comunista como a criadora da descendência póstuma de Hitler que desejava retaliação e queria recuperar da Polónia os "Territórios Recuperados" que tinham sido o lar de mais de 8 milhões de alemães. O que deu a esta imagem um grão de credibilidade foi o facto de a Alemanha Ocidental, até 1970, se ter recusado a reconhecer a Linha Oder-Neisse como a fronteira germano-polaca, e de alguns responsáveis da Alemanha Ocidental terem um passado nazi manchado. Para um segmento da opinião pública polaca, o regime comunista era visto como o menor dos dois males.
Os defensores das ações tomadas pelos aliados ocidentais sustentam que a Realpolitik tornou impossível fazer qualquer outra coisa e que não estavam em condições de iniciar uma guerra totalmente invencível com a União Soviética pela subjugação da Polónia e de outros países da Europa Central e Oriental. países imediatamente após o fim da Segunda Guerra Mundial. Pode-se argumentar que a presença de um duplo padrão no que diz respeito à agressão nazista e soviética existiu em 1939 e 1940, quando os soviéticos atacaram a parte oriental da Polónia, depois os Estados Bálticos e depois a Finlândia, e ainda assim os Aliados Ocidentais escolheram não intervir nesses teatros de guerra.
O principal negociador americano em Yalta foi Alger Hiss, mais tarde acusado de ser um espião soviético e condenado por cometer perjúrio no seu depoimento ao Comitê de Atividades Antiamericanas da Câmara. Esta acusação foi posteriormente corroborada pelas fitas de Venona. Em 2001, James Barron, repórter do The New York Times, identificou o que chamou de "consenso crescente de que Hiss, de fato, muito provavelmente foi um agente soviético".
No final da guerra, muitos destes sentimentos de ressentimento foram capitalizados pelos soviéticos ocupantes, que os usaram para reforçar os sentimentos antiocidentais na Polónia. A propaganda foi produzida pelos comunistas para mostrar a União Soviética como o Grande Libertador e o Ocidente como o Grande Traidor. Por exemplo, o Pravda de Moscovo relatou em Fevereiro de 1944 que todos os polacos que valorizavam a honra e a independência da Polónia marchavam com a "União dos Patriotas Polacos" na URSS.

### Planos de aplicação do acordo de Ialta abortados
Em algum momento da primavera de 1944, Churchill encomendou um plano de operação militar de contingência (guerra à União Soviética) para obter um "acordo justo para a Polônia" (Operação Impensável), que resultou em um relatório de 22 de maio declarando chances de sucesso desfavoráveis.  Os argumentos do relatório incluíam questões geoestratégicas (possível aliança soviético-japonesa resultando na movimentação de tropas japonesas do continente para as ilhas nacionais, ameaça ao Irã e ao Iraque) e incertezas relativas às batalhas terrestres na Europa.

## Bulgária, Grécia, Hungria, Romênia e Iugoslávia
Durante a Quarta Conferência de Moscou, em 1944, o primeiro-ministro soviético Josef Stalin e o primeiro-ministro britânico Winston Churchill discutiram como dividir vários países europeus em esferas de influência. O relato de Churchill sobre o incidente é que Churchill sugeriu que a União Soviética deveria ter 90% de influência na Romênia e 75% na Bulgária; o Reino Unido deveria ter 90% na Grécia; com uma participação de 50–50 na Hungria e na Iugoslávia. Os dois ministros das Relações Exteriores, Anthony Eden e Vyacheslav Molotov, negociaram sobre as participações percentuais nos dias 10 e 11 de outubro. O resultado destas discussões foi que as percentagens de influência soviética na Bulgária e, mais significativamente, na Hungria foram alteradas para 80 por cento.